# (36940) 2000 SA239
2000 SA239 (asteroide 36940) é um asteroide da cintura principal. Possui uma excentricidade de 0.22128470 e uma inclinação de 12.39003º.
Este asteroide foi descoberto no dia 26 de setembro de 2000 por LINEAR em Socorro.